# Temistocle Popa
Temistocle Popa (pseudonimul artistic al lui Mistocli Popa, n. 27 iunie 1921, Galați - d. 26 noiembrie 2013, București) a fost un compozitor, instrumentist (flaut, saxofon) și actor de film  român.
Laureat cu Premiul Festivalului de la Mamaia si cu Premiul ACIN pentru muzică de film (Un oaspete la cină). In anul 2004 a primit Ordinul Național Serviciul Credincios, cu grad de Cavaler. A debutat cu melodia „Vântule din zarea-albastră”. "Gabriela”, "În rândul patru”, "În târgul moșilor”, "Mereu cânta o serenadă” si „Trecea fanfara militară” sunt citeva din compozițiile sale cele mai cunoscute.
O carte biografică dedicată compozitorului a fost lansată pe 20 octombrie 2011.
A fost căsătorit cu actrița Cornelia Teodosiu și a locuit în București.
Este creatorul muzicii pentru filmele Veronica, Veronica se întoarce, Mama, Trahir și altele.

## Compoziții
- Astă-seară m-am îndrăgostit - Adrian Romcescu
- Cu cine semeni dumneata - Dan Spătaru
- Pădure - Margareta Pâslaru
- Margarete - Margareta Pâslaru
- Și m-am trezit că iubesc - Margareta Pâslaru
- Cânta un ciobănaș - Margareta Pâslaru
- Cei care se iubesc - Margareta Pâslaru
- Ala-bala twist - Margareta Pâslaru
- București - Margareta Pâslaru
- Cântecul primăverii - Margareta Pâslaru
- De ce, de ce, de ce - Margareta Pâslaru
- Dorule - Margareta Pâslaru
- Hop la - Margareta Pâslaru
- O minune își dorește fiecare - Margareta Pâslaru
- La Trivale - Margareta Pâslaru
- Melodii - Margareta Pâslaru
- Nu pot să te sufăr - Margareta Pâslaru
- Nu-mi pasă de lună și stele - Margareta Pâslaru
- Săptămâna - Margareta Pâslaru
- Un roman de dragoste - Margareta Pâslaru
- Izvorul - Margareta Pâslaru
- Să fii învingător - Margareta Pâslaru
- Actorii - Margareta Pâslaru
- Veronica - Margareta Pâslaru
- În rândul patru (cunoscut și ca „În rândul patru banca de la geam”) - Dan Spătaru si Anda Călugăreanu
- Lalele (cunoscut mai ales prin interpretarea lui Luigi Ionescu)
- Orașul de la Dunăre - Constantin Drăghici
- Poiana cu flori
- Să cântăm, chitara mea - Dan Spătaru
- Trecea fanfara militară - Dan Spătaru
- Ce e cu tine - Dan Spătaru
- Mi-ai furat inima - Dan Spătaru
- Noapte bună, București - Dan Spătaru
- Vântule din zarea-albastră
- Zorile - Luigi Ionescu
- Iubite (Angela Similea)
- Loneliness (Stimming)
- Sunt vagabondul vietii mele - Gheorghe Dinica

## Muzică de film
- De trei ori București (1968)
- Tinerețe fără bătrînețe (1969)
- Cîntecele mării (1971)
- Urmărirea (1971)
- Astă seară dansăm în familie (1972)
- Sfînta Tereza și diavolii (1972)
- Cu mîinile curate (1972) - cântecul „Nu mai sînt cum am fost”
- Veronica (1973)
- Ultimul cartuș (1973) - cântecul „Nu mai sînt cum am fost”
- Dragostea începe vineri (1973)
- Veronica se întoarce (1973)
- Tată de duminică (1975)
- Singurătatea florilor (1976)
- Premiera (1976)
- Roșcovanul (1976)
- Mama (1977) - împreună cu Gérard Bourgeois
- Eu, tu, și... Ovidiu (1978)
- Rătăcire (1978)
- Melodii, melodii (1978)
- Al treilea salt mortal (1980)
- Șantaj (1981)
- Detașamentul „Concordia” (1981)
- Am o idee!... (1981)
- Saltimbancii (1981)
- Grăbește-te încet (1982)
- Un saltimbanc la Polul Nord (1982)
- Un petic de cer (1984)
- Secretul lui Bachus (1984)
- Zbor periculos (1984)
- Sosesc păsările călătoare (1985)
- Promisiuni (1985)
- Căsătorie cu repetiție (1985)
- Un oaspete la cină (1986)
- Secretul lui Nemesis (1987)
- Duminică în familie (1988)
- Să-ți vorbesc despre mine (1988)
- Muzica e viața mea (1988)
- Harababura (1991)
- Iubire elenă (2012) - împreună cu Dumitru Lupu

## Cărți
- Trecea fanfara militară (1989). Editura Litera, ISBN